# Grapsidae
Grapsidae MacLeay, 1838 è una famiglia di crostacei decapodi appartenenti alla superfamiglia Grapsoidea.

## Tassonomia
In questa famiglia sono riconosciuti 7 generi:
- Geograpsus Stimpson, 1858
- Goniopsis De Haan, 1833
- Grapsus Lamarck, 1801
- Leptograpsus H. Milne Edwards, 1853
- Metopograpsus H. Milne Edwards, 1853
- Pachygrapsus Randall, 1840
- Planes Bowdich, 1825